# Seven Femenino de Dubái 2021 (segunda edición)
El Seven Femenino de Dubái de 2021 fue la decimoprimera edición del torneo de rugby 7, fue el segundo torneo de la Serie Mundial Femenina de Rugby 7 2021-22.
Se disputó en el The Sevens Stadium de la ciudad de Dubái, Emiratos Árabes Unidos.

## Formato
Los equipos se dividieron en dos grupos de cinco equipos cada uno, en los cuales los equipos se enfrentaron todos contra todos.
Cada victoria otorgó 3 puntos, cada empate 2 y cada derrota 1.
La fase final consistió en un partido por equipo dependiendo del puesto en que hayan clasificado en la fase de grupos, los primeros de cada grupo clasificaron a la final, los segundos a la definición del tercer puesto y así sucesivamente.

## Equipos
| América - Brasil - Canadá - Estados Unidos Oceanía - Australia - Fiyi | Europa - España - Francia - Gran Bretaña - Irlanda - Rusia |

## Fase de grupos
|  | Avanzan a la final. |

### Grupo A
| Pos | Países    | Partidos | Partidos | Partidos | Tantos | Tantos | Tantos | Pts |
| Pos | Países    | G        | E        | P        | PF     | PC     | DP     | Pts |
| --- | --------- | -------- | -------- | -------- | ------ | ------ | ------ | --- |
| 1   | Australia | 4        | 0        | 0        | 153    | 24     | +129   | 12  |
| 2   | Rusia     | 3        | 0        | 1        | 86     | 60     | +26    | 10  |
| 3   | España    | 2        | 0        | 2        | 50     | 102    | −52    | 8   |
| 4   | Canadá    | 1        | 0        | 3        | 39     | 90     | −51    | 6   |
| 5   | Brasil    | 0        | 0        | 4        | 38     | 90     | −52    | 4   |

| 3 de diciembre | Rusia | 17 - 5 | Brasil |  |  |

| 3 de diciembre | Australia | 40 - 0 | España |  |  |

| 3 de diciembre | Rusia | 38 - 17 | España |  |  |

| 3 de diciembre | Australia | 52 - 0 | Canadá |  |  |

| 3 de diciembre | Canadá | 10 - 12 | España |  |  |

| 3 de diciembre | Australia | 35 - 7 | Brasil |  |  |

| 4 de diciembre | Brasil | 14 - 21 | España |  |  |

| 4 de diciembre | Rusia | 14 - 12 | Canadá |  |  |

| 4 de diciembre | Brasil | 12 - 17 | Canadá |  |  |

| 4 de diciembre | Australia | 26 - 17 | Rusia |  |  |

### Grupo B
| Pos | Países         | Partidos | Partidos | Partidos | Tantos | Tantos | Tantos | Pts |
| Pos | Países         | G        | E        | P        | PF     | PC     | DP     | Pts |
| --- | -------------- | -------- | -------- | -------- | ------ | ------ | ------ | --- |
| 1   | Fiyi           | 4        | 0        | 0        | 79     | 58     | +21    | 12  |
| 2   | Francia        | 3        | 0        | 1        | 102    | 29     | +73    | 10  |
| 3   | Estados Unidos | 2        | 0        | 2        | 71     | 78     | –7     | 8   |
| 4   | Irlanda        | 1        | 0        | 3        | 55     | 89     | –34    | 6   |
| 5   | Gran Bretaña   | 0        | 0        | 4        | 61     | 114    | –53    | 4   |

| 3 de diciembre | Francia | 33 - 12 | Gran Bretaña |  |  |

| 3 de diciembre | Fiyi | 24 - 19 | Irlanda |  |  |

| 3 de diciembre | Francia | 29 - 0 | Irlanda |  |  |

| 3 de diciembre | Fiyi | 21 - 12 | Estados Unidos |  |  |

| 3 de diciembre | Estados Unidos | 19 - 12 | Irlanda |  |  |

| 3 de diciembre | Fiyi | 17 - 15 | Gran Bretaña |  |  |

| 4 de diciembre | Gran Bretaña | 17 - 24 | Irlanda |  |  |

| 4 de diciembre | Francia | 28 - 0 | Estados Unidos |  |  |

| 4 de diciembre | Gran Bretaña | 17 - 40 | Estados Unidos |  |  |

| 4 de diciembre | Fiyi | 17 - 12 | Francia |  |  |

## Fase Final

### Noveno puesto
| 4 de diciembre | Brasil | 26 - 24 | Gran Bretaña |  |  |

### Séptimo puesto
| 4 de diciembre | Canadá | 12 - 26 | Irlanda |  |  |

### Quinto puesto
| 4 de diciembre | España | 5 - 7 | Estados Unidos |  |  |

### Tercer puesto
| 4 de diciembre | Rusia | 5 - 28 | Francia |  |  |

### Final
| 4 de diciembre | Australia | 15 - 5 | Fiyi |  |  |

| Bandera de Australia   |
| Campeón Australia      |
| 2º título del circuito |